# Activiteitenbegeleider
Activiteitenbegeleider is een beroep in de medische dienstverlening dat bestaat uit het aanbieden van activiteiten aan heel veel verschillende doelgroepen, meestal in een activiteitencentrum of als onderdeel van een activiteitentherapie. Onder andere mensen met een lichamelijke of verstandelijke beperking, jeugd, psychiatrie, ouderen en dementerende ouderen.
Activiteitenbegeleiders hebben ongeveer acht uur per dag te maken met alle sociale, emotionele en cognitieve aspecten van hun cliënten waar zij op een professionele wijze mee om moeten gaan. Activiteitenbegeleiders werken doelgericht en methodisch.
De activiteit vormt alleen het instrumentarium om het sociale, emotionele, cognitieve en praktische welzijn van de cliënt te ontwikkelen, indien mogelijk uit te breiden en te behouden. De activiteit is nooit het doel op zich. Tijdens de opleiding is het vak methodisch handelen het belangrijkste aspect geworden.

## Vermaatschappelijking
In de crisisjaren was het de armoede van mensen die nood veroorzaakte. Na de oorlog, na de wederopbouw, waren mensen in staat om zelf te voorzien in hun eerste levensbehoefte.
De Industrie kwam op gang, en veel jongeren trokken naar de stad. Veel families en gezinnen vielen uit elkaar, en de positie van de kerk werd zwakker. Het steeds meer opkomende kapitalisme veroorzaakt(e) geestelijke problemen. Mensen raakten in geestelijke nood en het aantal echtscheidingen nam toe. De hulp die geboden werd door naasten of buren op basis immateriële hulp, bleek niet afdoende. Hierdoor ontstond de gedachte dat niet het individu, maar de maatschappij in haar geheel verantwoording moest dragen voor de problematiek in de samenleving. De staat zorgde ervoor dat er instituten kwamen die de hulpbehoevende mens moesten helpen en begeleiden.

## Institutionalisering
De hulpverlening in Nederland werd een functie in de samenleving. Er kwamen bejaardenhuizen, zwakzinnigeninrichtingen en gezinsvervangende tehuizen (institutionalisering). Dit werd bekostigd met overheidsgeld. Er kwam een grote vraag naar mensen die hun volledige werktijd wilden besteden aan dit werk.

## Professionalisering
In eerste instantie was er weinig verschil tussen de eerste beroepskrachten en mensen die dit werk op vrijwillige basis deden. Beroepskrachten leerden door ervaring, kennis en vaardigheden aan.De aard van de nood en de intensiteit hiervan zorgden ervoor deze ( aangeleerde) kennis te ontwikkelen en aan te passen. Er ontstonden diverse specifieke beroepen zoals verpleegkundige en arbeidstherapeut.( professionalisering)

## Ontstaan activiteitensector
De vorm van de gekozen hulpverlening was afhankelijk van de waarde die de samenleving hieraan gaf. Zo bleek de materiële hulp hoger gewaardeerd. Na verloop van tijd ontstond er een verschuiving. Dit kwam doordat het financieel beter ging met Nederland. In de jaren 60 was er een enorme daling van vrijwilligers in de instituten en was er een toename van professionele krachten. Binnen de gezondheids- en welzijnsorganisaties werkten veel mensen met verschillende achtergronden en opleidingen. Naast de medische en lichamelijke zorg gingen steeds meer mensen zich bezighouden met het activeren en begeleiden van mensen binnen deze instellingen. Zij vormden een nieuwe sector: De Activiteitensector.

## Activiteitenbegeleider in het dagelijks leven
Als algemeen gegeven stelt de activiteitenbegeleider zich als doel:
Het begeleiden van deelnemers bij activiteiten in het dagelijks bestaan, zodat zij zich lichamelijk, geestelijk en maatschappelijk welbevinden. De activiteit is geen doel op zich, maar een middel om het bovenstaande te bereiken.
De activiteitenbegeleider maakt daarbij onderscheid tussen drie verschillende aspecten:
- woonsituatie
- werk/leersituatie
- vrijetijdssituatie

Hieruit kunnen vier activiteitensoorten worden benoemd. Deze activiteitensoorten kunnen elkaar overlappen en zijn niet zo strikt als wordt omschreven. Deze activiteitensoorten worden ook wel zingevingsgebieden genoemd.
- Ontspanningsactiviteiten:

Creatieve en recreatieve activiteiten; uitstapjes,onderhouden of aanleren van hobby's, muziek maken, sport en spel etc. De doelen zijn afhankelijk van het individu en kunnen heel verschillend zijn. Te denken valt aan zich nuttig voelen, sociale contacten onderhouden, verveling tegengaan en zingeving.
- Educatieve activiteiten:

Bij deze activiteiten gaat het erom de deelnemer iets aan te leren in de ruimste zin van het woord. Computerles voor senioren, verkeersles voor mensen met een matig verstandelijke beperking, contact leren maken met anderen, uitbreiden van vaardigheden op elk willekeurig interessegebied. De doelen zijn afhankelijk van het individu, bijvoorbeeld jezelf waar maken, ontwikkelen en zekerder voelen.
- Zelfzorgactiviteiten:

Dit worden ook wel ADL-activiteiten genoemd, Algemene Dagelijkse Levensverrichtingen. Deze activiteiten zijn gericht op het behoud van zelfstandigheid en onderhoud van "lijf en nest". Wassen, strijken, boodschappen doen, gebruik kunnen maken van het openbaar vervoer etc. Mogelijke doelen zijn uitbreiden van vaardigheden op sociaal, emotioneel en motorisch gebied, gevoel van eigenwaarde versterken, gevoelens van afhankelijkheid verminderen.
- Arbeidsmatige activiteiten:

Hier draait het met name om het maken of leveren van producten en diensten ten behoeve van anderen. Inpak- en montagewerk, tuinonderhoud, verzorgen van dieren, administratieve werkzaamheden. Doelen kunnen zijn: zinvolle dagbesteding, structuur, samenwerken en sociaal gevoel versterken, voorbereiden op een baan buiten de muren van een instelling.